# Hedi Slimane

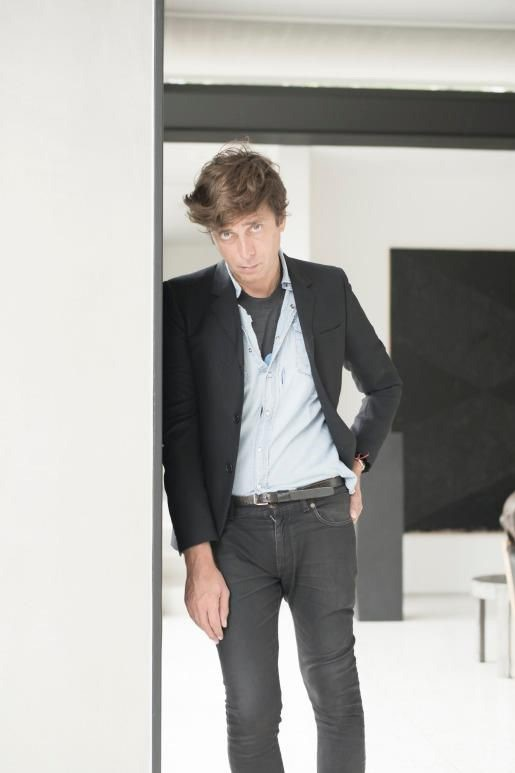
Hedi Slimane

Hedi Slimane (Parigi, 5 luglio 1968) è un designer francese.

## Biografia
Nasce da padre tunisino, impiegato nel settore bancario, e madre italiana, sarta, come parte dei suoi zii italiani.
La sua formazione è eclettica: si laurea in giornalismo prima, successivamente in Storia dell'arte presso École des arts du Louvre.
Dopo la laurea lavora come art director freelance per società e redazioni nel campo della moda, collaborando a casting per sfilate e sessioni fotografiche.
Proprio nel retroscena di una di queste sfilate di Jose Levy, per il quale lavora dal 1989 al 1992, incontra Jean-Jacques Picart, noto scopritore di talenti del settore (tra i quali spicca Christian Lacroix).

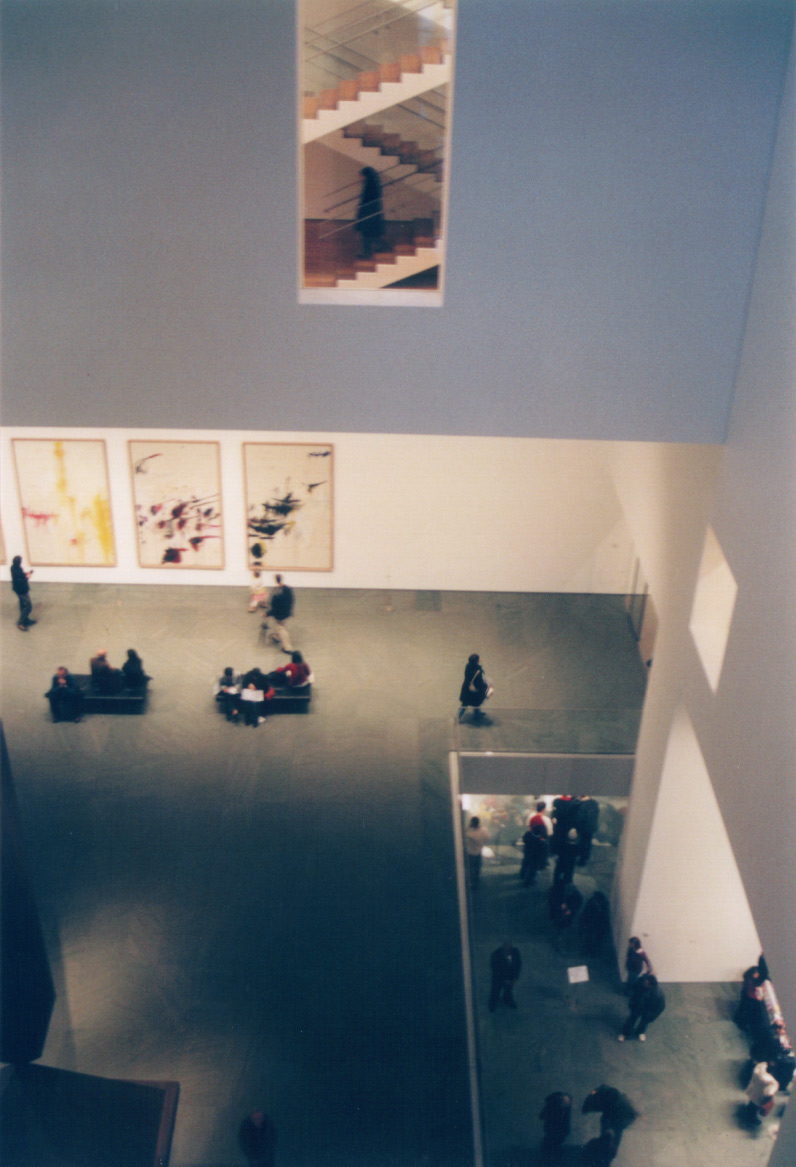
Museum of Modern Art.

Viene così presentato ai dirigenti della multinazionale Louis Vuitton Moet Hennessey, che gli offrono un lavoro nel loro reparto accessori.
All'età di 27 anni diviene designer di punta della linea pour homme e direttore artistico di Yves Saint Laurent per il marchio Rive Gauche. È il pupillo di Pierre Bergé, vicepresidente di YSL.
Nel 1999, il Gruppo Gucci acquista YSL e Slimane lascia il suo incarico. Sei mesi dopo accetta l'offerta della linea maschile della casa di moda Christian Dior bisognosa di un giovane progettista, ma soprattutto di un'identità ben precisa. Nasce così Dior HOMME, linea che ha disegnato fino alla collezione autunno-inverno 2007-2008.
A trentaquattro anni, nel giugno 2002, Slimane è stato premiato dal Council of Fashion Designer of America come miglior stilista internazionale dell'anno.
Durante tutto il suo percorso di studi e lavorativo ha continuato a coltivare le sue passioni: il design (ha disegnato e fatto produrre mobili in edizione limitata), l'arte (è stato autore nel 1999 di una installazione per la fondazione Pitti), e, soprattutto, la fotografia.
Slimane nel luglio 2006 con la fine del contratto stipulato con Dior ha deciso di andarsene con grande dispiacere. Nella pagina principale del suo sito web ha lasciato una dichiarazione dove ringrazia l'azienda e i dipendenti per i sette anni passati insieme. Al suo posto il nuovo direttore artistico sarà il ventisettenne Kris Van Assche.
Dal 2018 al 2024 è stato direttore creativo della maison Celine (sempre parte di LVMH), in cui introduce la sua visione olistica. Oltre all’universo femminile introduce la linea uomo, Maison e Haute Parfumerie. In questo suo nuovo percorso lavorativo esplora la storia e le creazioni di Céline Vipiana, e introduce modelli di borsa iconici quali la “16” e la linea “Triomphe”.

## Dior
A luglio 2000, Hedi Slimane è diventato direttore creativo della moda Uomo di Dior.

## Saint Laurent
Il 7 marzo 2012 Francois-Henry Pinault, Ceo di PPR, comunica il ritorno di Hedi Slimane da Yves Saint Laurent. Il designer francese sostituisce Stefano Pilati, direttore creativo della casa di moda da 7 anni.
Pochi giorni dopo Slimane rinomina il marchio: Yves Saint Laurent perde quell'Yves appartenuto al fondatore e diventa semplicemente Saint Laurent.. E la scelta divide il mondo della moda.
Il 1º aprile 2016 il gruppo Kering, tramite il suo Presidente François-Henri Pinault, annuncia nuovamente le dimissioni di Slimane dal suo ruolo di direttore creativo e di immagine; al suo posto è stato nominato l'italo-belga Anthony Vaccarello, che arriva dal ruolo di direttore creativo di Versus Versace.

## Pubblicazioni
Ha pubblicato cinque libri: 
- Intermission I (ed. Charta; ottobre 2002),
- Berlin (Steidl Publishing; novembre 2003),
- Stage (Steidl Publishing; ottobre 2004)
- London Birth of a Cult (Steidl Publishing; settembre 2005).
- Rock Diary (JPR; aprile 2008).

Le sue foto ed installazioni sono state ospitate al MoMa di New York, alla Galleria Almine Rech e a Madrid.

Ha curato, a Parigi, una mostra degli scatti di Robert Mapplethorpe alla Galleria Thaddeus Ropac.